# Philippine Normal University
Die Philippine Normal University (PNU), (Filipino Pamantasang Normal ng Pilipinas) ist eine staatliche Universität auf den Philippinen und gilt als eine bedeutende Bildungseinrichtung in der Verwaltungsregion Metro Manila, Cagayan Valley, Caraga und den Western Visayas. Im zweiten Semester 2011 schrieben sich 12.959 Studenten an der Universität ein.

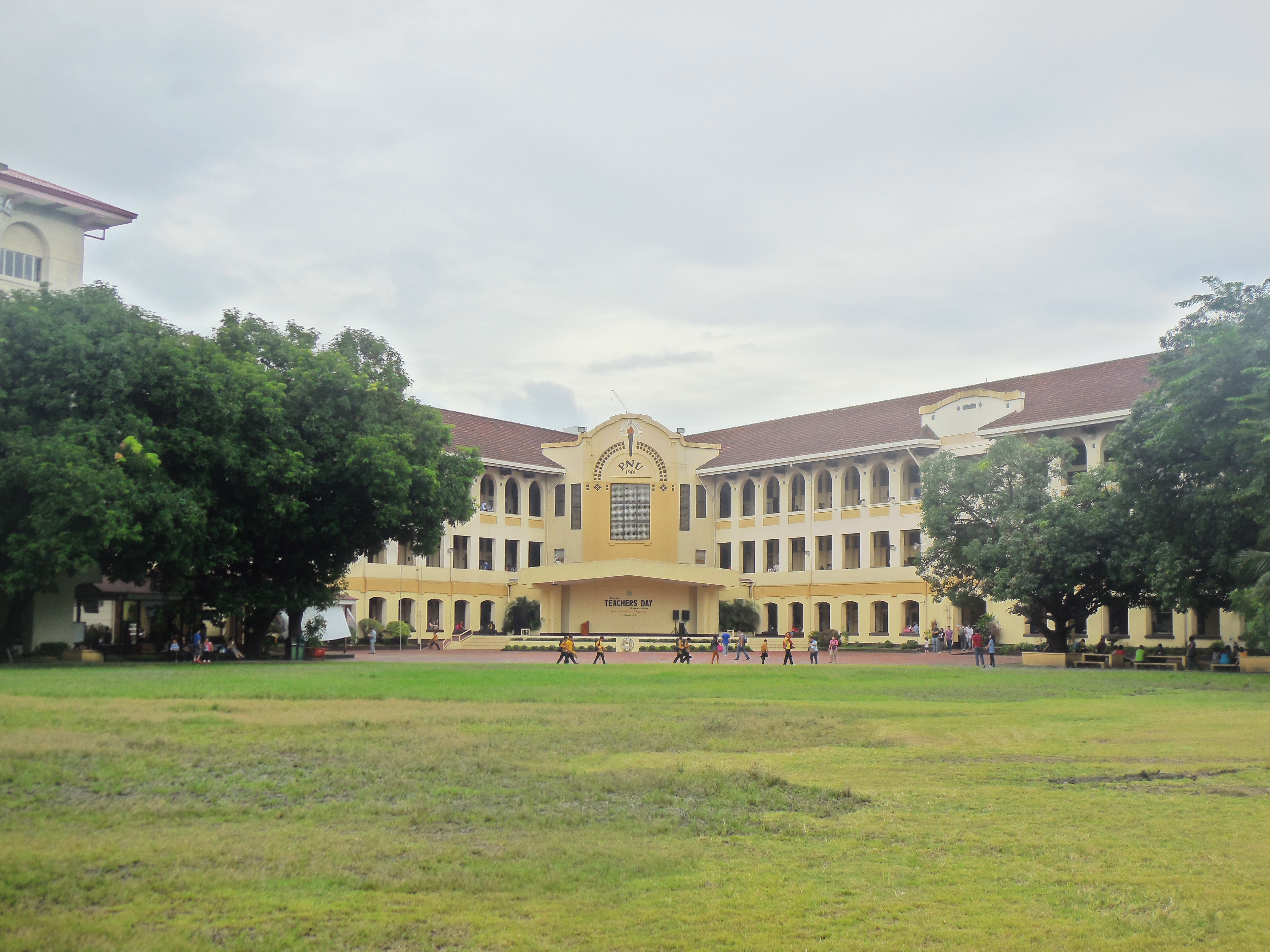
Hauptgebäude in Manila

## Standorte
Sie hat vier weitere Standorte in folgenden Gemeinden:
- der Hauptcampus der Universität befindet sich in der Taft Avenue an der Kreuzung zum Ayala Boulevard in Manila, gegenüber dem Nationalmuseum der Philippinen und des Rizal-Parks
- der PNU Isabela Campus befindet sich im Barangay Aurora in Alicia, Provinz Isabela
- der PNU Cadiz Campus befindet sich in der Boy Albert Street in Cadiz City, Provinz Negros Occidental
- der PNU Quezon Campus befindet sich in Lopez, Provinz Quezon
- der PNU Agusan Campus befindet sich in Prosperidad, Provinz Agusan del Sur

## Fakultäten
Die Philippine Normal University beherbergt fünf verschiedene Fakultäten, diese sind in Hochschul- und Fachschulbereiche, sowie in der Berufsausbildung in Colleges gegliedert. Dieses sind die College of Education, College of Arts and Sciences, College of Science und das College of Languages, Linguistics and Literature.

## Geschichte
Die Geschichte der Universität begann am 21. Januar 1901, als in Manila die Philippine Normal School (PNS) eröffnet wurde. 1928 wurde das Junior College eröffnet, es bot Studienlehrgänge auf dem zweiten Bildungsweg an. 1949 wurde die Schule in das Philippine Normal College (PNC) umgewandelt, es bot Studienlehrgänge in den Fachrichtungen Bachelor of Science in Education (BSE), Elementary Education und Home Economics an. In den 1970er Jahren wurden die Studienlehrgänge Bachelor of Science in Education ausgeweitet und die ersten Lehrgänge mit Abschlussziel Doctor of Education und Doctor of Philosophy begonnen. Das College erweiterte die Ausbildungsprogramme immer weiter, so dass die Universität von der staatlichen Bildungsbehörde zum Kompetenzzentrum (Center of Excellence, CENTREX) für Englisch, Filipino und Werteerziehung erklärt wurde. Es wurden Wörterbücher in Tagalog/Filipino und anderen Sprachen entwickelt. Am 26. Dezember 1991 wurde dem College der Status einer Universität verliehen.